# Gonocytisus angulatus
Gonocytisus angulatus är en ärtväxtart som först beskrevs av Carl von Linné, och fick sitt nu gällande namn av Édouard Spach. Gonocytisus angulatus ingår i släktet Gonocytisus och familjen ärtväxter. Inga underarter finns listade i Catalogue of Life.